# AsciiDoc
AsciiDoc és un llenguatge de marques lleuger creat per Stuart Rackham que permet escriure documents fàcilment comprensibles en text pla i convertir-los després a HTML, XHTML, o DocBook. asciidoc (en minúscules) és el programa escrit en Python que converteix les marques del document original en el format de sortida. És possible utilitzar AsciiDoc per generar fitxers HTML directament o bé es pot convertir el document a DocBook per convertir-lo posteriorment a PDF, EPUB, DVI, LaTeX, PostScript, pàgines de manual, HTML o text planer sense marques fent servir les eines estàndard de DocBook. AsciiDoc també proporciona un altre programa en Python, anomenat a2x, que realitza tots els passos de la conversió de AsciiDoc als formats de sortida passant primer per DocBook.
Ascii Doc proporciona tots els elements semàntics necessaris per escriure i publicar llibres tècnics i, segons la seva web oficial, és ideal per a la documentació tot i ser força sencill d'utilitzar amb README o per prendre notes.